# 民主黨 (大韓民國1955年)
民主黨，是1955年至1961年期間存在的大韓民國的政黨。第一共和國時期是在野黨，第二共和國時期是執政黨。

## 概要
1955年，自由党的李承晚为了能连任总统，采取了一系列政治手段，引发了其所属自由党的分裂，民主国民党作为反对党，于1955年9月18日改组成民主党。1956年韩国第三任总统选举异常激烈，5月5日，民主党候选人申翼熙突逝于开往全罗北道全州市的列车上，由此一场空前的骚乱在全国爆发。5月10日，虽然第二次总统选举又以李承晚获胜而告结束，但其得票率显著下降，相反，民主党等在野党的威信却显著上升。
419革命后第一共和国被推翻，李承晚下台，由前外务部部长许政组织了过渡政府。1960年6月15日，韩国国会根据过渡政府的建议通过了宪法修正案，将原来选民直接选举总统的办法改由国会选举，把总统制改为责任内阁制。同年7月举行民议院和参议院选举，民主党取得了这次选举的胜利。8月8日，韩国国会宣布成立第二共和国。选举尹潽善为第四任总统。韩国进入了民主党统治时期。
不过民主党旧派与新派間的纷争造成党内分裂等混乱，旧派指战后组成韩国民主党的派系，一直反对李承晚的派系；新派则是原李承晚政府初期的技术型内阁阁员，因为不满李承晚日后的执政而退出自由党。8月23日组成的张勉内阁，全部由新派成员出任，结果，暂时缓和的派别争斗再度激化，1960年11月民主党的旧派改称新民黨。并以在野党自居。
1961年发生五一六军事政变，其后民主党被朴正熙為首的軍政府命令解散。
1963年1月政治活動解禁後、7月18日女性政治家朴顺天就任总裁（党首），再建民主黨。旧派系擁立尹潽善（民政党）为民主党应援。11月的国会選舉民主党获得13議席，成为第2大在野党。64年9月民主党和第1在野党民政党統合「民眾黨」等党派成立新民党。

## 主要成员
創党時
- 代表最高委員：申翼熙
- 最高委員：
  - 張勉
  - 趙炳玉
  - 郭尚勲
  - 白南薫
- 中央常委会議長：咸元慶
- 總務部長：洪翼杓
- 組織部長：玄錫虎

## 主要選舉記錄

### 总统選舉
| 年度   | 总统選舉 | 候选人 | 备注                                 |
| ------ | -------- | ------ | ------------------------------------ |
| 1956年 | 第3届    | 申翼熙 | 選舉期間中脑溢血急死                 |
| 1960年 | 第4届    | 趙炳玉 | 選舉期间因病赴美治疗，在陸軍醫院客死 |

### 副总统選舉
| 年度   | 選舉  | 候選人 | 得票      | 得票率 |  | 結果 |
| ------ | ----- | ------ | --------- | ------ |  | ---- |
| 1956年 | 第4届 | 张勉   | 4,012,654 | 46.4%  |  | 当选 |
| 1960年 | 第5届 | 张勉   | 1,843,758 | 17.5%  |  | 落选 |

### 国会选举
| 年度   | 選舉  | 選舉   | 議席数    | 得票数    | 得票率  | 选举结果         | 領袖   |
| ------ | ----- | ------ | --------- | --------- | ------- | ---------------- | ------ |
| 1958年 | 第4届 | 第4届  | 79 / 233  | 2,914,049 | 33.99％ | 新政党，第二大党 | 趙炳玉 |
| 1960年 | 第5届 | 民议院 | 175 / 233 | 3,786,304 | 41.71％ | ▲ 95席，第一大党 | 張勉   |
| 1960年 | 第5届 | 参议院 | 31 / 58   | 5,491,527 | 51.41％ | ▲ 95席，第一大党 | 張勉   |

## 年表
- 1955年
  - 9月18日：以民主国民党为中心成立反李承晩政府的反对党——｢民主党｣
- 1956年
  - 3月28日：党大会召开，申翼熙、張勉被指名为正、副总统候选人
  - 5月5日：民主党总统候选人申翼熙突逝于开往全罗北道的列车上
  - 5月15日：民主党副总统候选人張勉当选副总统，总统为李承晩
- 1958年
  - 5月2日：第4次国会選舉、民主党当选79席位。
- 1960年
  - 2月15日：选举期间，民主党总统候选人趙炳玉病逝于美国
  - 3月15日：总统選舉中，自由党的李承晩和李起鵬当选正、副总统
  - 4月27日：3・15不正当選舉引发学生、市民大规模示威游行，李承晩辞职
  - 7月29日：第5次国会選舉，民主党大勝（民議院：175議席），成为执政党
  - 8月18日：国会中，民主党新派的張勉被选为国務總理
  - 9月22日：民主党的尹潽善总统为首的旧派发表分党宣言，11月24日｢新民党｣成立
- 1961年
  - 2月20日：民主党和旧派新民党分离，再次改组（委員長＝金度演、幹事長＝柳珍山）
  - 5月16日：朴正熙少将发动5・16军事政变。同月23日成立最高会議
第6号布告（全国政党及医疗学术、宗教团体等社会团体解散令），民主党被解散
- 1963年
  - 7月18日：新派民主党召开改组大会、民主党再次改组（党總裁＝朴順天）
  - 11月26日：第6次国会選舉、13名（地方区8名/全国区5名）民主党议员当選
- 1964年
  - 9月17日：群小政党被在野党「新民党」吸収
- 1965年
  - 5月3日：在野党第一党民政党联合民眾党发布结党宣言
  - 6月14日：民眾党結党大会召开（代表最高委員＝朴順天），併入新民黨。